# Beldon Leonard
Beldon C. Leonard (Paso Robles, oktober 1908 – 1985) was een Amerikaans componist, muziekpedagoog en dirigent.
Over deze componist is niet veel bekend. Hij studeerde onder anderen aan het Arthur Jordan Conservatory of Music van de Butler-universiteit en behaalde zijn Master of Music in 1945 met zijn compositie Poeme romantique. Voor een bepaalde tijd was hij als muziekdirecteur, docent en dirigent van de schoolorkesten verbonden aan de Thomas Carr Howe High School in Indianapolis. Als componist schreef hij werken voor orkest, harmonieorkest, vocale muziek, kamermuziek en pedagogische werken. 

## Composities

### Werken voor orkest
- 1970 Elegy, voor strijkorkest
- 1970 Nocturne, voor strijkorkest

### Werken voor harmonieorkest
- 1956 Sketches in Miniature
  1. Landscape
  2. Northern lights
  3. Village in the Highlands
- 1963 Elegy, voor harmonieorkest
- Howe Fight Song, voor samenzang en harmonieorkest - tekst: Marjorie Jones

### Kamermuziek
- 1939 Moods, voor 4 kornetten
- 1948 Aria cantando, voor klarinet en piano (samen met: Nilo W. Hovey)
- 1948 Chanson moderne, voor klarinet en piano (samen met: Nilo W. Hovey)
- 1948 Clouds in summer, voor klarinet en piano (samen met: Nilo W. Hovey)
- 1948 Gypsy moods, voor klarinet en piano (samen met: Nilo W. Hovey)
- 1948 Solo semplice, voor klarinet en piano (samen met: Nilo W. Hovey)
- 1948 Valse grazioso, voor klarinet en piano (samen met: Nilo W. Hovey)
- 1958 El caballero, voor trompet en piano (samen met: Gerald Knipfel)
- 1958 El candelero, voor trompet en piano (samen met: Gerald Knipfel)
- 1958 El verano, voor trompet en piano (samen met: Gerald Knipfel)
- 1958 La miranda, voor trompet en piano (samen met: Gerald Knipfel)
- 1958 Mexicana, voor trompet en piano (samen met: Gerald Knipfel)
- 1962 Song of spring, voor klarinet en piano (samen met: Nilo W. Hovey)
- 1964 The Carnival of Venice, voor klarinet en piano (samen met: Nilo W. Hovey)
- 1965 Bagatelle, voor klarinet en piano (samen met: Nilo W. Hovey)
- 1968 Andante and waltz, voor klarinet en piano (samen met: Nilo W. Hovey)
- 1968 Caprice, voor klarinet en piano (samen met: Nilo W. Hovey)
- 1968 Contradanse, voor klarinet en piano (samen met: Nilo W. Hovey)
- 1968 Il primo canto, voor klarinet en piano (samen met: Nilo W. Hovey)
- 1970 In minor mode, voor klarinet en piano (samen met: Nilo W. Hovey)
- 1970 Minuetto, voor klarinet en piano (samen met: Nilo W. Hovey)
- 1970 Reflections, voor klarinet en piano (samen met: Nilo W. Hovey)
- 1973 Concert piece, voor klarinet en piano (samen met: Nilo W. Hovey)
- 1973 Feather river, voor altsaxofoon en piano
- 1973 Happy valley, voor baritonsaxofoon en piano
- 1973 Rhino romp, voor basklarinet en piano
- 1973 The dreamer, voor tenorsaxofoon en piano
- 1973 Uno poco rondo, voor baritonsaxofoon en piano
- 1974 An old French song, voor saxofoonkwartet
- 1974 Canzonetta and scherzo, voor klarinetkwartet (2 besklarinetten, altklarinet en basklarinet)
- 1974 Idyl, voor klarinetkwartet - ook in een versie voor houtblaaskwartet (dwarsfluit, hobo, klarinet en fagot)
- 1974 Moon walk, voor 3 klarinetten
- 1974 Palm desert nocturne, voor houtblaaskwartet (dwarsfluit, hobo, klarinet en fagot)
- 1974 Romanza, voor saxofoonkwartet
- 1974 Trio con brio, voor 3 klarinetten
- 1974 Two short pieces, voor 3 klarinetten
- 1978 Summer romance, voor saxofoonkwartet (2 altsaxofoons, tenor- en baritonsaxofoon)
- 1978 Nightfall, voor houtblaaskwartet (dwarsfluit, hobo, klarinet en fagot)
- 1982 Chorale, voor koperkwartet
- 1982 Espagnuola, voor koperkwartet
- 1982 March for four, voor 2 kornetten en 2 trombones (of hoorn en bariton)
- 1982 Nina, voor 3 klarinetten en piano
- 1982 Rondino, voor klarinetkwartet (2 besklarinetten, altklarinet (of 3e besklarinet) en basklarinet)
- 1982 Santa Lucia, voor 3 klarinetten
- 1982 Sunset, voor klarinetkwartet (2 besklarinetten, altklarinet (of 3e besklarinet) en basklarinet)
- Arabesque, voor basklarinet (solo)
- Berceuse, voor baritonsaxofoon (solo)
- Kwartet in g mineur

## Publicaties
- Practical suggestions to aid in the development of the string section of the school orchestra in: Seminar papers in school music problems, 1939-1941.